# Hellingen (Heldburg)
Hellingen – dzielnica miasta Heldburg w Niemczech, w kraju związkowym Turyngia w powiecie Hildburghausen, we wspólnocie administracyjnej Heldburger Unterland. Do 31 grudnia 2018 samodzielna gmina.  